# Kênh 14
Kênh 14 là một website thông tin điện tử tổng hợp hoạt động tại Việt Nam. Nội dung của Kênh 14 đa phần viết về chủ đề giải trí, xã hội, người của công chúng... hướng đến đối tượng chính là các độc giả trẻ như tuổi thanh thiếu niên, học sinh, sinh viên.
Kênh 14 hiện được sở hữu và vận hành bởi tập đoàn VCCorp.

## Thể loại
- Star
- Musik
- Ciné
- TV Show
- Beauty & Fashion
- Đời sống
- Xã hội
- Thế giới
- Sức khỏe
- Ăn - quẩy - đi
- Sport
- Khám phá
- 2-Tek
- Lạ & Cool
- Học đường
- Video

## Tranh cãi và chỉ trích
Kênh 14 bị nhiều người xem như báo lá cải vì nội dung tin tức đăng tải phần lớn đều chứa đựng thông tin cảm tính, chủ quan. Năm 2009, báo Tuổi Trẻ nhận định nguyên nhân là do nhiều cộng tác viên của trang này còn là học sinh nên không có nghiệp vụ cũng như đạo đức báo chí.
Nhiều nhân vật công chúng đã từng bị Kênh 14 trực tiếp hoặc gián tiếp đề cập đến một cách thiếu căn cứ, cắt xén, với văn phong được độc giả mô tả là "sân si". Do cách đưa tin như vậy mà một số nhân vật bị đề cập đến trong các bài viết đã lên tiếng đe dọa khởi kiện website này.

### Bị kiện vì ám chỉ người đẹp bán dâm
Ngày 6 tháng 6 năm 2012, Kênh 14 đăng tải bài viết “Tú bà Mỹ Xuân khai thêm hai người đẹp bán dâm”. Bài viết có viết tên tắt của một trong hai nhân vật tham gia bán dâm là N.K. Mặc dù viết tắt tên nhưng bài viết cũng nêu thêm tên thật của nhân vật này là L.N.K. (trùng với cách viết tắt tên của Lê Ngân Khánh), sinh năm 1985, quê ở Quy Nhơn, có nhà riêng trên đường Ba Tháng Hai. Ngày hôm sau (7 tháng 6), còn đăng cả hình ảnh nhà riêng của Ngân Khánh minh họa cho nhà của nhân vật N.K.. Ngày 12 tháng 7 năm 2012, Ngân Khánh khởi kiện Kênh 14 đăng bài viết ám chỉ Ngân Khánh tham gia bán dâm.

### Bị Cục phát thanh - Truyền hình xử phạt
Ngày 26 tháng 12 năm 2016, Kênh 14 bị Cục Phát thanh, truyền hình và thông tin điện tử ra quyết định xử phạt vi phạm hành chính với tổng số tiền phạt 80 triệu đồng vì đăng tải các bài viết mang tính chất tuyên truyền, đưa thông tin không phù hợp về diễn viên Minh Béo.

### Xuyên tạc khiến khán giả hiểu lầm
Ngày 17 tháng 3 năm 2021, Trấn Thành tố cáo Kênh 14 xuyên tạc phát ngôn của anh để giật tít câu view khiến độc giả hiểu lầm về phim Bố Già mặc dù anh đã "van xin" hãy đưa tin chính xác.

### Vi phạm bản quyềnTáo Quân2025 của VTV
Theo thông tin từ VTV, fanpage Kênh 14 (Kenh14.vn) đã sử dụng video "Những câu thoại hay nhức nhối của Táo quân 2025" do VTV sản xuất mà không có sự thông qua hay xin phép. Đáng chú ý, sau khi đăng tải lại video này, Kênh 14 còn khiếu nại bản quyền đối với VTV, gây hoang mang cho khán giả và ảnh hưởng đến uy tín của VTV.